# Microregione di Natal
Natal è una microregione dello Stato del Rio Grande do Norte in Brasile, appartenente alla mesoregione di Leste Potiguar.

## Comuni
Comprende 3 comuni:
- Extremoz
- Natal
- Parnamirim